# Creuzburg
Creuzburg är en ortsteil i staden Amt Creuzburg i Wartburgkreis i förbundslandet Thüringen i Tyskland. Creuzburg var en stad fram till den 31 december 2019 när den uppgick i Amt Creuzburg. Staden Creuzburg hade 2 305 invånare 2019.

## Bilder
|  |
|  |